# Гранатирање Доњецка, Русија
Према руским званичницима, 13. јула 2014. године минобацачке гранате испаљене са украјинске територије пале су у двориште приватне куће у пограничном граду Доњецку у Ростовској области у Русији. У гранатирању је убијен један цивил, а два су рањена.

## Позадина
Проруски протести почели су у суседним Доњецким и Луганским регионима Украјине у фебруару 2014. и на крају су до априла ескалирали у оружану побуну. Украјинска влада је покренула контранападе и до јула 2014. поново преузела значајну територију од проруских побуњеника.
У петак, 11. јула, два дана пре гранатирања, 36–37 украјинских војника је убијено у ракетном бомбардовању Град. Као одговор, украјински председник Петро Порошенко је најавио да ће „живот сваког војника милитанти платити десетинама и стотинама својих“.

## Гранатирање
До шест минобацачких граната експлодирало је у недељу, 13. јула, у Доњецку, у Русији, граду са 50.000 становника који носи исто име као и много већи украјински град и који је само 1 км удаљен од границе Украјине и Русије. Минобацачке гранате пале су у двориште приватне куће, убивши 46-годишњег мушкарца, док су друга два ранила.
Према речима локалних званичника, гранате су испаљене са украјинске територије. Руски званичници су такође навели да је на Ростовску област испаљено најмање седам граната. Руски званичници су рекли да су погранични градови у близини Украјине, за које је Украјина тврдила да их користе побуњеници, у прошлости били погођени украјинском ватром. Званичник локалне самоуправе је рекао да се гранатирање догодило око 9.20 часова.
Према речима ћерке човека који је убијен у гранатирању, она се „пробудила усред ноћи“ (што је у супротности са ранијим извештајем о нападу у 9.20 часова) и чула свог млађег брата како вришти, а затим је побегла изашла из куће и чула како њен отац вришти. Након тога, она и њен брат отишли су до трема и затекли њеног оца, који је убијен, без руке.
Украјина је негирала одговорност за гранатирање, тврдећи да је то био напад лажном заставом од стране проруских милитаната. Украјинска национална гарда саопштила је да никада није била распоређена у региону у којем је дошло до гранатирања.

## Последице
Инцидент је повећао тензије између Русије и Украјине, а Русија је обећала "одговор". Русија је рекла да ће разматрати „хируршке ударе“ за гађање украјинских војних положаја у близини границе, али да неће бити инвазије на Украјину у пуном обиму.
Русија је затражила од војних аташеа из осамнаест земаља, укључујући четири друге сталне чланице Савета безбедности УН – Кину, Француску, Уједињено Краљевство и Сједињене Државе – да посете место гранатирања.
Војни аташеи из једанаест држава чланица Организације за европску безбедност и сарадњу (ОЕБС) и страни новинари прегледали су подручја која су била под ватром са територије Украјине. Немачки војни аташе, бригадни генерал Рајнер Швалб је изјавио „Русија не прикрива догађаје. Наш задатак је да разумемо ситуацију“.